# История почты и почтовых марок Лаоса
История почты и почтовых марок Лаоса, расположенного в Юго-Восточной Азии, на полуострове Индокитай, условно делится на периоды:
- колониальной зависимости от Франции (в статусе Французского Лаоса — части Французского Индокитая, до 1949)[3],
- после провозглашения независимости (1945—1960),
- гражданской войны (1960—1975) и
- Лаосской Народно-Демократической Республики (с 1975)[3].

Собственные почтовые марки страны эмитируются начиная с 1951 года. Лаос входит в число государств — членов Всемирного почтового союза (ВПС; с 1952), и его национальным почтовым оператором выступает предприятие фр. Enterprise des Postes Lao.

## Развитие почты

### Колониальный период
История почты Лаоса на начальном этапе была тесно связана с тем, что Французский Лаос был протекторатом Франции и с 1893 по 1945 год находился в составе колонии Французский Индокитай. На протяжении этого этапа в почтовом обращении Французского Лаоса применялись почтовые марки Французского Индокитая.

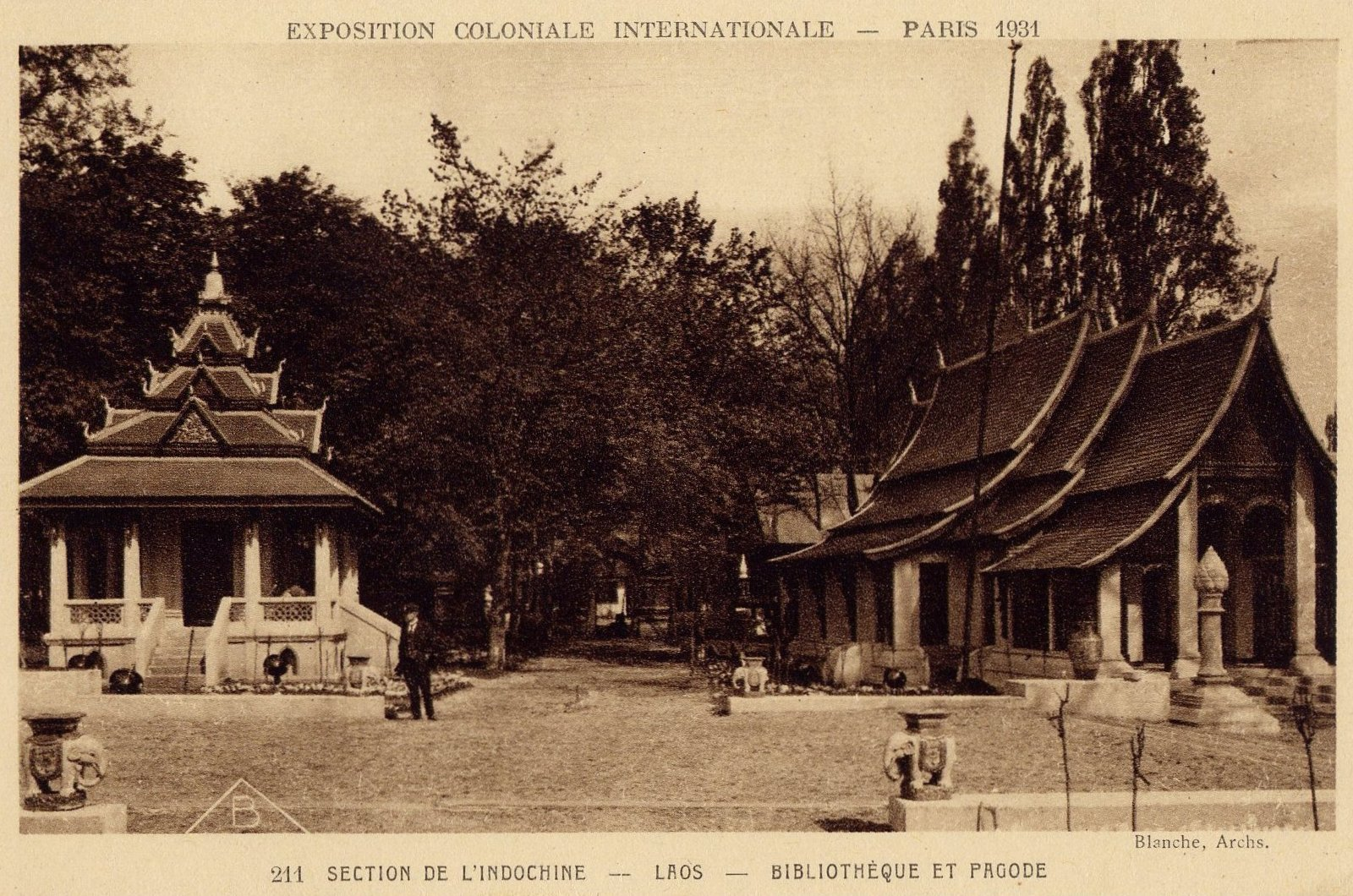
Открытка Франции (1931). Лаос (секция «Индокитай») на Международной колониальной выставке в Париже. Здание библиотеки и пагода

### Независимость

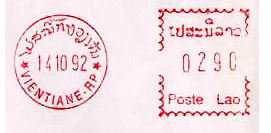
Франкотип Лаоса (1992)

Государственная независимость Лаоса была провозглашена в 1945 году, и с тех пор это государство развивает самостоятельную почтовую службу. До 1951 года здесь продолжали употреблять почтовые марки Французского Индокитая, а затем приступили к эмиссиям собственных марок. Лаос стал членом ВПС 20 мая 1952 года.
В современных условиях почтовые услуги в стране оказывает государственное предприятие Enterprise des Postes Lao («Предприятие почты Лаоса»), которое находится в подчинении Министерства почт, телекоммуникаций и связи.

Почтовые ящики в Лаосе
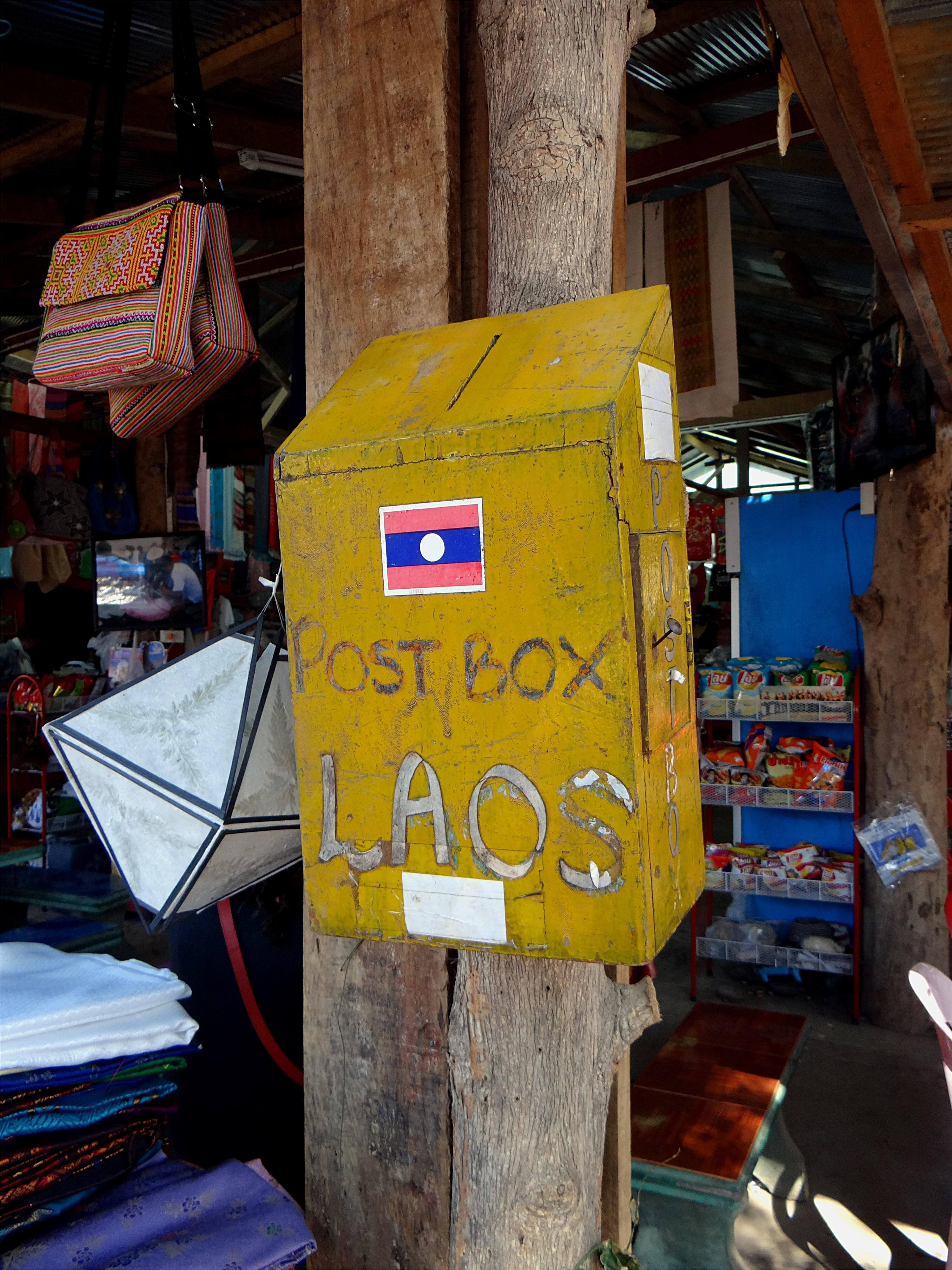
Для регулярной почты
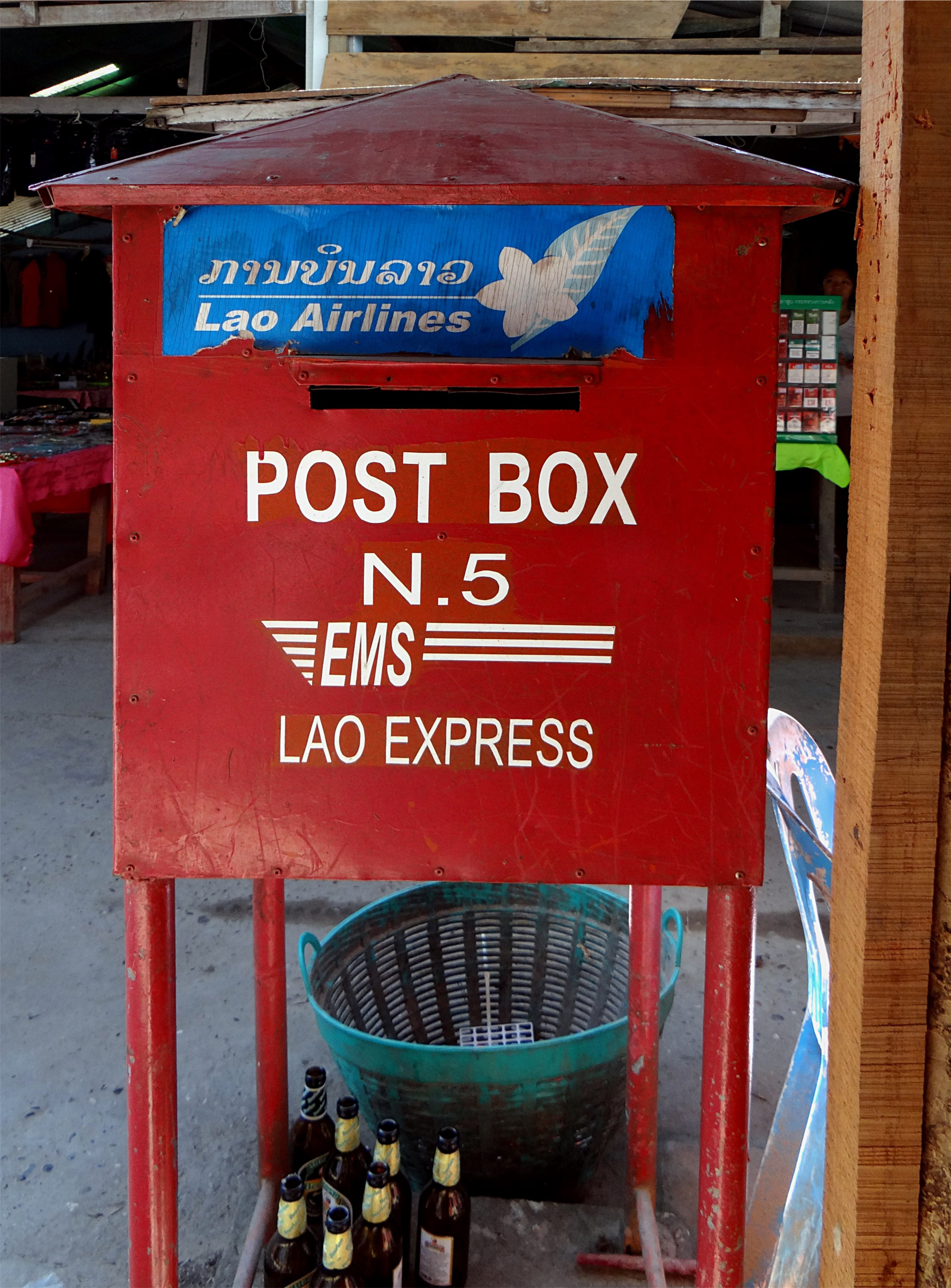
Для экспресс-почты (EMS Lao Express)

## Выпуски почтовых марок

### Первые марки
Первые почтовые марки Лаоса были подготовлены в Париже и выпущены 13 ноября 1951 года. Это была серия из марок 12 номиналов[≡]. Кроме того, в дополнение к ним появились 12 почтовых блоков, на которых были представлены все первые 12 марок стандартного типа (Sc #1—12), по одной марке в середине каждого блока.

### Последующие эмиссии

#### Королевство Лаос
13 апреля 1952 года первый выпуск был пополнен ещё пятью марками (Sc #13—17), которые были также оформлены в виде почтовых блоков. Всего в 1951—1952 годах было эмитировано 26 блоков, которые брошюровались в буклеты и продавались как памятные — в ознаменование годовщины выпуска первых марок Лаоса.
В целом с 1951 по 1963 год было выпущено 135 почтовых марок и 29 блоков. На этих ранних марках Лаоса присутствовали надписи как на французском («Union française. Royaume du Laos» — «Французский Союз. Королевство Лаос»; «Postes» — «Почта»), так и на лаосском языках.

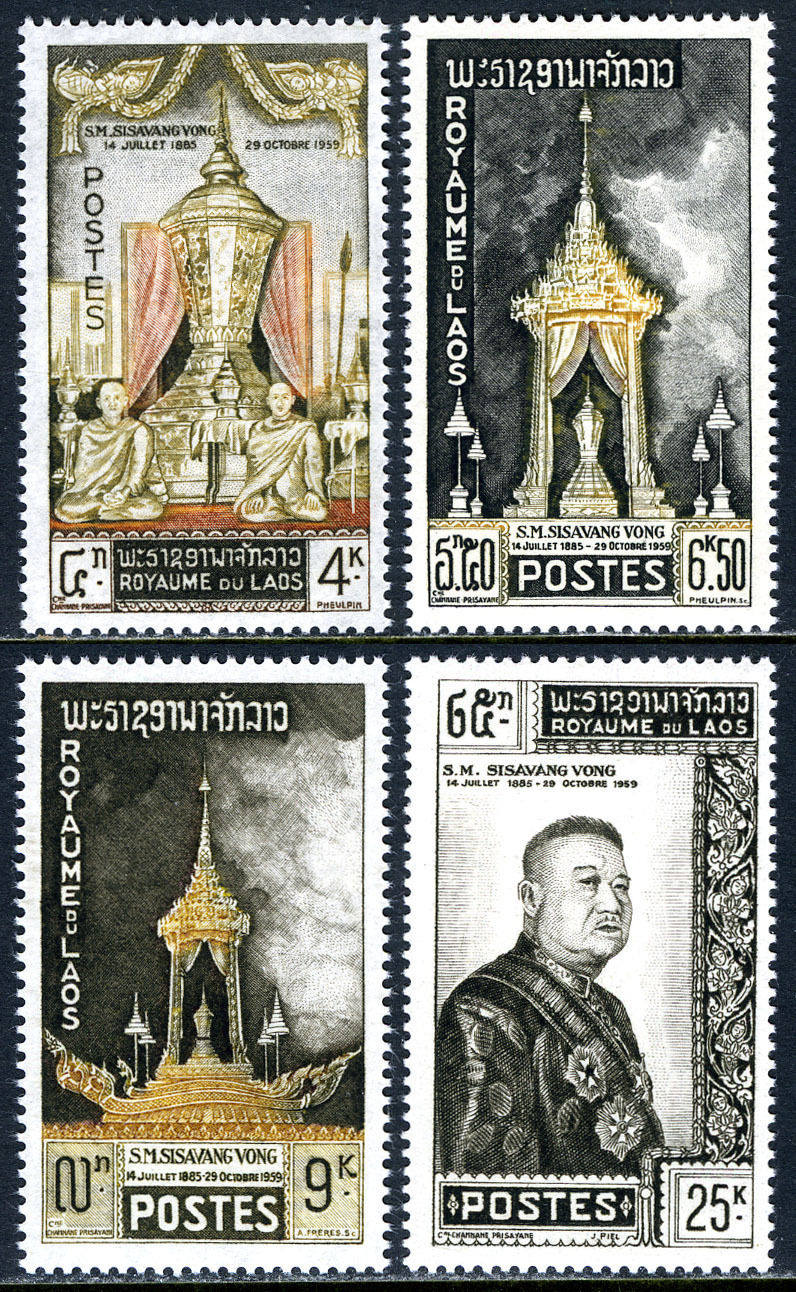
Серия почтовых марок Королевства Лаос в связи с похоронами короля Сисаванга Вонга, 1961

Выходившие регулярно начиная с 1952 года марки Лаоса были посвящены лаосскому фольклору, мифологии, архитектуре, животным[≡] и растительному миру[≡], национальной одежде и т. д.

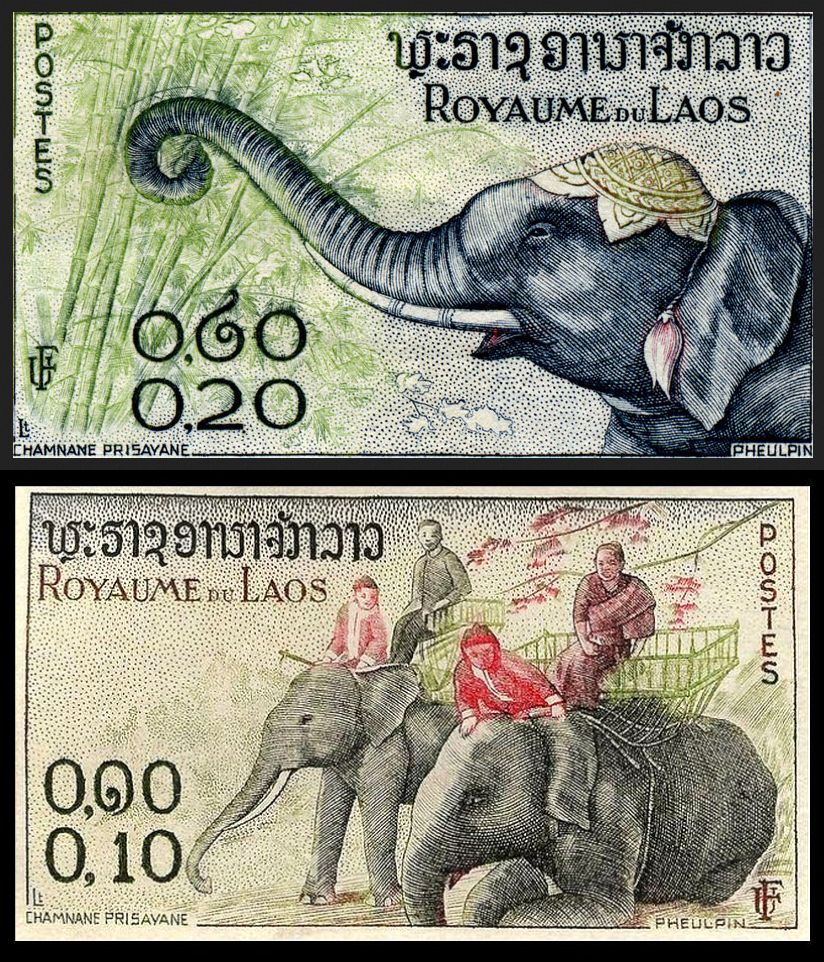
0,10 и 0,20 кипа (Mi #74, 75; Yt #44, 45)
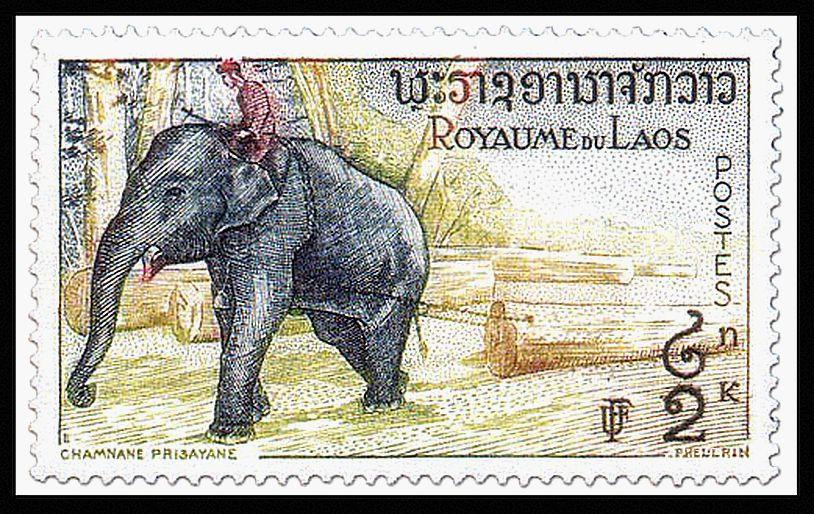
2 кипа (Mi #77; Yt #47)

Примечательной стала серия 1970 года из двух номиналов, отметившая 100-летие со дня рождения основателя КПСС и Советского государства В. И. Ленина. На марках, которые печатались в Москве на Гознаке, была помещена репродукция картины Л. Шматько «В. И. Ленин у карты ГОЭЛРО».
В 1975 году был подписан договор между почтовым ведомством Лаоса и американским филателистическим агентством, которым в июле того же года были изданы три серии марок:
- в честь 100-летия ВПС,
- в связи с космическим полётом по программе «Аполлон — Союз» и
- к 200-летию США.

Эти марки были изготовлены как с зубцами, так и без зубцов, а часть из них — на золотой фольге. Серии сопровождались выпусками 24 блоков. При этом все три серии носили спекулятивный характер: они имели хождение внутри страны в очень ограниченных количествах, тогда как основной их тираж поступил в продажу за границей.
В общей сложности при королевском правлении в Лаосе было эмитировано около 450 марок и 70 блоков (не считая беззубцовых вариантов).

#### Лаосская Народно-Демократическая Республика

С 3 декабря 1975 года государство стало именоваться Лаосская Народно-Демократическая Республика (ЛНДР), что нашло отражение в изменении названия страны на лаосских знаках почтовой оплаты.
Первые почтовые миниатюры ЛНДР с надписью англ. «Peoples' Democratic Republic of Laos» («Лаосская Народно-Демократическая Республика») появились 2 декабря 1976 года. В серию, приуроченную к первой годовщине республики, взявшей курс на построение социализма, вошли марки пяти номиналов, а также почтовый блок. В середине того же месяца в обращение была запущена серия из шести марок (с зубцами и без зубцов) и четырёх блоков с изображениями лаосских архитектурных памятников.
В течение первого года после смены власти, с 3 декабря 1975 года по 2 декабря 1976 года, в стране в обращении оставались также марки Королевства Лаос, на которых слова «Royaume du» («Королевство») были вычеркнуты чернилами или краской различными способами — цветным карандашом, шариковой ручкой и т. п. Филателистическую ценность представляют письма с наклеенными на них такими марками.
Продолжая социалистическую тематику, Лаос отметил в 1977 году 60-летие Великой Октябрьской социалистической революции памятной серией марок и двумя блоками. Десятилетием спустя, в 1987 году, почтовое ведомство Лаоса выпустило красочную серию, посвящённую 70-летию Октября. Печатались также марки и блоки по случаю 110 (1980) и 115-летия со дня рождения В. И. Ленина (1985), в честь XXVI (1981) и XXVII съездов КПСС (1986) и 60-летия со дня образования СССР (1982). Помимо этого, в  1985 году вышла серия, посвящённая 40-летию Победы в Великой Отечественной войне, причём на одной из марок этой серии упоминался Сталинград. Таким образом, эта марка стала единственной среди лаосской сталинианы. На других марках этого периода можно увидеть сюжеты и события из жизни страны, успехи лаосского народа на пути строительства социалистического общества. Кроме того, несколько выпусков почты Лаоса посвящено советским космическим достижениям и сотрудничеству стран социалистического содружества в области освоения космоса.
В 2000 году почтовое ведомство Лаоса заключило договор на производство и реализацию лаосских почтовых марок с таиландской компанией Collector Syndicate Co., Ltd., которая с тех пор печатает лаосские почтовые марки в среднем тиражами по 50—100 тысяч штук, а почтовые блоки — тиражами по 30 тысяч штук.
Привлекательные наборы марок Лаоса популярны среди коллекционеров-тематиков. Многие лаосские марки поступают на филателистический рынок в виде погашенных по заказу (CTO — canceled-to-order)[≡].

## Другие виды почтовых марок

### Авиапочтовые
Авиапочтовые марки были впервые эмитированы в Лаосе 13 апреля 1952 года (Sc #C1—C4). Одновременно три из них (Sc #C2—C4) выходили в виде почтовых блоков.
Авиапочтовые марки издавались до 1986 года включительно; их общее число — 121 марка (не считая многих блоков).

### Почтово-благотворительные
14 июля 1953 года почтовым ведомством Лаоса были изданы первые почтово-благотворительные марки в фонд Красного Креста (Sc #B1—B3). После этого почтово-благотворительные эмиссии производились в 1960, 1967 (дважды) и 1970 годах. При этом 1 мая 1970 года были выпущены две авиапочтовые почтово-благотворительные марки в помощь жертвам войны (Sc #CB1, CB2). Для этой цели на двух авиапочтовых марках 1969 года (Sc #C56, C57) были сделаны надпечатки надбавок.

### Доплатные
В 1952 году вышли в свет первые шесть доплатных марок Лаоса (Sc #J1—J6), к которым была добавлена одна марка в 1953 году (Sc #J7). Всего в ранний период было издано семь таковых марок, на которых имелась надпись: «Timbre-taxe» («Доплатная марка»). Ещё один выпуск доплатных марок производился 31 октября 1973 года (Sc #J8—J11).

### Самоклеящиеся посылочные
Лаосские самоклеящиеся посылочные марки поступали в обращение 7 июня 2000 (Sc #Q1—Q6) и 14 августа 2003 года (Sc #Q7—Q10).

## Региональные эмиссии

### Выпуски Долины кувшинов
После начала гражданской войны центральное правительство под руководством Суванна Фумы и его преемников потеряло в 1961 году контроль над стратегически важным районом Долины кувшинов (Сиангкхуанг) и затем над двумя третями лаосской территории, которые были заняты силами Патет Лао. Для этих районов в июле — августе 1961 года изготовили и начали применять в почтовом обращении марки номиналами от 0,50 до 20 кипов. На символизирующих единство народа миниатюрах были нарисованы солдаты трёх родов войск со знаменем и женщины трёх национальностей. Надпись «Королевство Лаос» была дана на марках на французском и лаосском языках. Впервые эти марки поступили в обращение в Сиенгкхуанге, главном городе провинции Сиангкхуанг (позднее разрушенном), а впоследствии были выпущены в других почтовых отделениях и употреблялись по всей стране.

### Выпуски Патриотического фронта
В 1974 году в освобожденных в ходе гражданской войны районах были выпущены марки Патриотического фронта Лаоса. На поступившей в обращение серии почтовых миниатюр семи номиналов (10—60 кипов) были запечатлены сюжеты из жизни населения и сделаны надписи на лаосском языке. Эти марки употреблялись в 1975 году на всей территории Лаоса после провозглашения ЛНДР, пока не были заменены официальными выпусками республики.

## Филателистическое бюро
Распространением лаосских почтовых марок на международном рынке занимается специальное бюро, организованное при почтовой администрации страны по адресу:
Bureau de Philatelie, Avenue Lane Xang, 01000 Vientiane, Laos
Филателистическое бюро имеет официальный веб-сайт, созданный и поддерживаемый компанией Collector Syndicate Co., Ltd.

## Каталогизация
Помимо описания лаосских марок в основных мировых каталогах («Скотт», «Стэнли Гиббонс», «Михель», «Ивер и Телье»), известны два специализированных каталога по почтовым и прочим выпускам этой страны:
- Каталог почтовых марок Лаоса (1951—2001), изданный компанией Collector Syndicate Co., Ltd.:
Lao Stamp Catalogue 1951—2001. — Thai British Security Printing Public Co. Ltd., 2001. — 128 p. (англ.) (Дата обращения: 21 сентября 2010)
- Каталог фискальных марок Индокитая, включающий фискальные марки Лаоса и подготовленный базирующимся в США Обществом филателистов Индокитая:
Indo-China Revenue Stamp Catalog: CD-ROM. — 2nd edn. — The Society of Indo-China Philatelists, 2008. (англ.) (Дата обращения: 21 сентября 2010)

## Фальсификации
Следует отличать настоящие лаосские марки от фальшивок и имитаций, имеющих спекулятивно-фантастический характер. Пример таковых показан на иллюстрации, которая представляет собой якобы одну из почтовых марок Лаоса 1977 года с изображением лидера «красных кхмеров» Пол Пота. Для определения аутентичности марки достаточно проверить соответствующий раздел любого авторитетного каталога, в котором перечислены почтовые выпуски Лаоса[≡]. В 1999 и 2001 годах почтовая администрация Лаоса официально извещала ВПС о фальшивых марках с портретами знаменитых спортсменов, артистов и других персоналий, изданных якобы от имени государства и преследовавших спекулятивные цели. Среди знаменитостей на этих миниатюрах можно увидеть Джона Леннона и группу «Битлз».